# Andrew White (jésuite)
Pour les articles homonymes, voir White et Andrew White.
Andrew White, né en 1579 à Londres et y décédé le 27 décembre 1656, est un prêtre jésuite anglais, missionnaire en Amérique du Nord. Il est considéré comme le fondateur de la mission catholique au Maryland ('apôtre du Maryland') dont il fut aussi le chroniqueur.   

## Biographie

### Jeunesse et premières années
Étant donné le climat hostile au catholicisme régnant en Angleterre, le jeune Andrew passe très jeune sur le continent dès 1593 pour chercher une éducation catholique. Il est élève du collège anglais de Douai et ensuite du séminaire des catholiques anglais en exil, à Valladolid, en Espagne.   En 1605 il est ordonné prêtre, à Douai en France.
Après son ordination, le père White retourne dans son pays natal mais son travail pastoral fut bientôt interrompu lorsque la ‘Conspiration des poudres’ relance une sévère persécution anti-catholique : Andrew White et quarante-cinq autres prêtres sont bannis d’Angleterre en 1606. 

### Enseignant dans les séminaires anglais
L’année suivante, le 1 février 1607, le jeune prêtre entre dans la Compagnie de Jésus et commence son noviciat à Louvain, dans les Pays-Bas méridionaux. Après les deux années de noviciat White mène une vie un peu errante au service des catholiques anglais. On le sait à Londres en 1612 – il y prononce sa profession religieuse définitive le 16 juin 1619 - puis dans les séminaires anglais de Lisbonne, Valladolid et Séville, puis Louvain et Liège (Principauté de Liège). Dans ces deux derniers séminaires, il est préfet d'études et professeur de théologie dogmatique, d'Écriture sainte, d'hébreu et de grec. À plusieurs reprises, il est supérieur et confesseur des communautés jésuites. White était un théologien solide, mais connu pour son conservatisme et sa stricte adhésion à l’enseignement de saint Thomas d’Aquin. En raison de ses vues théologiques il fut relevé de sa chaire en 1629 et renvoyé en Angleterre.

### Missionnaire au Maryland
Durant son séjour à Liège White avait été en correspondance avec George Calvert, récemment converti au catholicisme, et avait manifesté son intérêt à l’accompagner dans son émigration en Amérique du Nord. Il publie même en 1633 un pamphlet sur la ‘Colonie du baron de Baltimore en terre de Marie’.

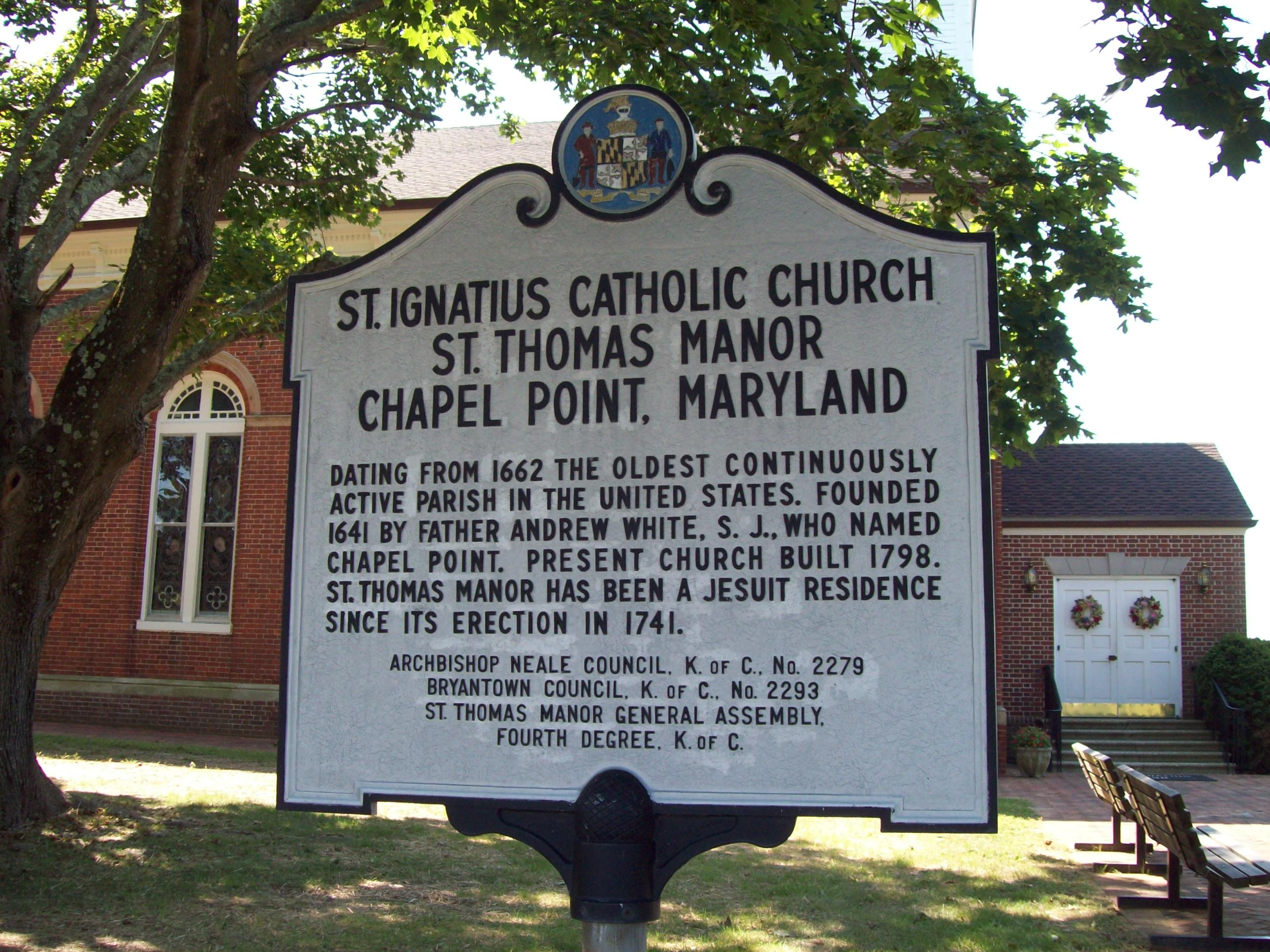
La première chapelle catholique au Maryland fut fondée par le père White (1641)

Ayant reçu la permission de ses supérieurs religieux le père White avec deux confrères, le père John A. Gravenor (1589-1640) et le frère Thomas Gervase (1590-1637), se joignent à un groupe de colons en novembre 1633 et débarquent au Maryland le 25 mars 1634, jour de l’Annonciation. Les jésuites ne se limitent pas à du travail pastoral parmi les colons catholiques, ils contactent les peuples indigènes de la région. 
White se met à l’étude des langues locales et sa maîtrise lui permet de composer un dictionnaire, une grammaire et un catéchisme.  Il convertit au catholicisme un important chef des Patuxent. Les plus notables conversions ont lieu parmi les Piscataways, dans la région de la ville actuelle de Washington D.C., dont celles du ‘Tayac’ (empereur?) Chitomacon avec sa femme et famille. Avec d’autres missionnaires jésuites White œuvre le long de la rivière Potomac, autour de la baie de Chesapeake et Port Tobacco.   
La Guerre civile anglaise (1642-1649) a de graves répercussions dans les colonies d'Amérique du Nord. Les catholiques du Maryland subissent l'invasion des puritains de Virginie, et la mission catholique est supprimée. Le père White et le frère Thomas Fisher sont arrêtés, accusés de trahison, et rapatriés de force en Angleterre. Bien qu’acquitté de ce chef d’accusation White passe plusieurs années en prison et est finalement expulsé vers le continent européen (janvier 1648). Irrépressible, le courageux père White – âgé alors de 69 ans – retourne secrètement en Angleterre et y reprend son travail pastoral durant près de huit ans. 
Finalement les maladies et autres privations subies en prison ont raison de sa condition physique : le père Andrew White meurt à Londres le 27 décembre 1656, à l’âge de 77 ans. Il est considéré comme le fondateur de la mission catholique du Maryland, et est familièrement appelé 'apôtre du Maryland'.

## Écrits
- Declaratio Coloniae Domini Baronis de Baltimore in terra Mariae prope Virginiam, dans Woodstock Letters, vol.1 (1872), pp.12-21.
- Relatio Itineris in Marilandiam, dans Woodstock Letters, vol.1 (1872) pp.22-24, 71-80, 145-155; vol.2 (1873), pp. 1-13.